# المكتب السلطاني
المكتب السلطاني، جهاز حكومي عماني له صفة الوزارة، ويعد من أرفع الوزارات في السلطنة وأكثرها قوة.
للمكتب السلطاني التأثير الأكبر في قضايا الأمن القومي والاستخبارات، ويعد الوزير المسؤول عن المكتب المستشار الفعلي للأمن القومي للسلطان. يعمل المكتب السلطاني أيضًا بوصفهِ مركز اتصال خارجي في جميع المسائل الأمنية والاستخبارية الدولية.
والوزير الذي يشغل منصب رئاسة المكتب السلطاني يحمل صفة «وزير مكتب القصر ورئيس مكتب القائد الأعلى للقوات المسلحة». يشغل وزير المكتب السلطاني حاليًا عضوية مجلس الدفاع ورئاسته نيابةً عن السلطان، وهذا المجلس هيئة إضافية مكلفة بتنسيق أعمال القوات المسلحة والأمنية المختلفة في البلاد.
وزير المكتب السلطاني الحالي هو الفريق أول سلطان بن محمد النعماني (عُيّن في 2011)؛ وسبق أن كان الأمين العام لشؤون البلاط السلطاني، ثم خلفه في المنصب الأخير نصر بن حمد الكندي.
يقع مقر المكتب السلطاني في القرم، ويعد جهاز الأمن الداخلي الواقع أيضًا في القرم (الرمز البريدي 112) أقرب وكالة حكومية عمانية له.

## أسماؤه
تأسس المكتب في بداية سبعينيات القرن العشرين، وعرف رسميًا في 1 مارس 1976 باسم «مكتب القصر» وفق القرار السلطاني رقم 1/76، ثم صدر مرسوم سلطاني بتعديل اسم المكتب ليصبح «وزارة شؤون مكتب القصر» في 10 أكتوبر 1989، وقبيل إقرار النظام الأساسي للدولة بنحو أسبوعين، عُدّل مسمى «وزارة شؤون مكتب القصر» إلى «وزارة مكتب القصر» في 15 أكتوبر 1996، ثم رسى على اسمه هذا بمرسوم سلطاني صدر في 1 نوفمبر 2000، نص على اعتماد «المكتب السلطاني» اسمًا لوزارة مكتب القصر.